# Pinot gris

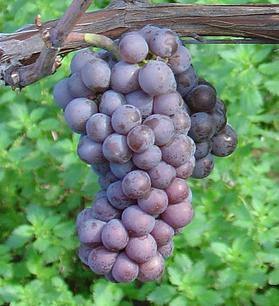
Kiść winogron odmiany Pinot gris

Pinot gris – biały szczep winny z gatunku Vitis vinifera pochodzący z Francji. Uważany jest za mutację szczepu pinot noir. Nazwa pochodzi od francuskiego słowa pinot oznaczającego szyszkę (najprawdopodobniej z uwagi na kształt gron) i przymiotnika gris (szary – jakkolwiek grona mają najczęściej ciemnoróżowe zabarwienie).

## Historia i synonimy
Szczep pochodzi z Burgundii (gdzie w średniowieczu znany był pod nazwą Fromenteau), skąd rozprzestrzenił się na inne europejskie kraje. W roku 1300 dotarł do Szwajcarii i dalej do Włoch, gdzie występuje pod nazwą pinot grigio. W 1375 mnisi cystersi sprowadzili sadzonki szczepu do Węgier (pierwsze nasadzenia w Badacsony nad Balatonem), gdzie znany był pod nazwą szürkebarát. W 1711, niemiecki kupiec Johann Seger Ruland znalazł dziko rosnące krzewy winorośli na polach Palatynatu. Wino wyprodukowane z tych winorośli trafiło do handlu pod nazwą ruländer – później ustalono, że krzewy te to zdziczałe rośliny pinot gris. Obecnie w Niemczech używa się równolegle terminów Ruländer (dla win półsłodkich) lub grauburgunder (dla win wytrawnych). W Czechach i na Słowacji szczep znany jest pod nazwą rulandské šedé.

## Regiony uprawy

### Francja
Podstawowy szczep Alzacji, uprawiany na 14,7% obszaru winnic (dane z 2007). Wina produkowane w Alzacji z tego szczepu znane były do końca XX wieku pod nazwą Tokay d'Alsace. Nazwa mylna – pinot gris nie ma nic wspólnego ze szczepami, z których wytwarza się wino tokaj (furmint, hárslevelű, sárgamuskotály, orémus), została nadana w XVI wieku z przyczyn prestiżowo-marketingowych. Przed akcesem Węgier do Unii Europejskiej osiągnięto porozumienie, na mocy którego nazwa tokaj została zastrzeżona dla win węgierskich z regionu Tokaj.
Oprócz Alzacji szczep pinot gris uprawiano również w XVIII i XIX wieku na terenie Burgundii, Szampanii i Doliny Loary. Jednak słabe i zawodne plony spowodowały zanik uprawy tego szczepu poza Alzacją, gdzie znalazł on sprzyjające warunki klimatyczne i glebowe.

### Włochy
Szczep znany jest pod nazwą pinot grigio i jest szczególnie popularny w północnych regionach kraju, takich jak Trydent-Górna Adyga i Friuli-Wenecja Julijska. Włoskie wina z tego szczepu, w porównaniu z alzackim pinot gris charakteryzują się jaśniejszym, słomkowożółtym kolorem.

### Niemcy
Grauburgunder (ruländer) zajmuje 4,3% powierzchni niemieckich winnic (4413 ha według danych z roku 2007) i jest czwartym pod tym względem białym szczepem winorośli. Szczególnie popularny jest w Badenii (1636 ha), Hesji (1153 ha) i Palatynacie (1044 ha).

### Austria
Szczep ten, pod nazwą ruländer uprawiany jest na 293 ha, czyli 0,6% powierzchni winnic.

### Polska
W Polsce uprawiany w okresie międzywojennym w Winiarach koło Warki.
Obecnie uprawiany w wielu rejonach. Dojrzewa wystarczająco dobrze.
Uprawa polowa w Skierniewicach:
2009 rok, zbiór 2/10, masa gron 104 g, masa jagody 1,56 g, ekstrakt cukrowy 18,5%.
2012 rok, zbiór 27/09, masa gron 69 g, masa jagody 1,45 g, ekstrakt cukrowy 17,8%.

## Nowy Świat
Od początku XXI wieku pinot gris zyskuje na popularności w Stanach Zjednoczonych (Oregon, Kalifornia), Australii i Nowej Zelandii.

## Galeria

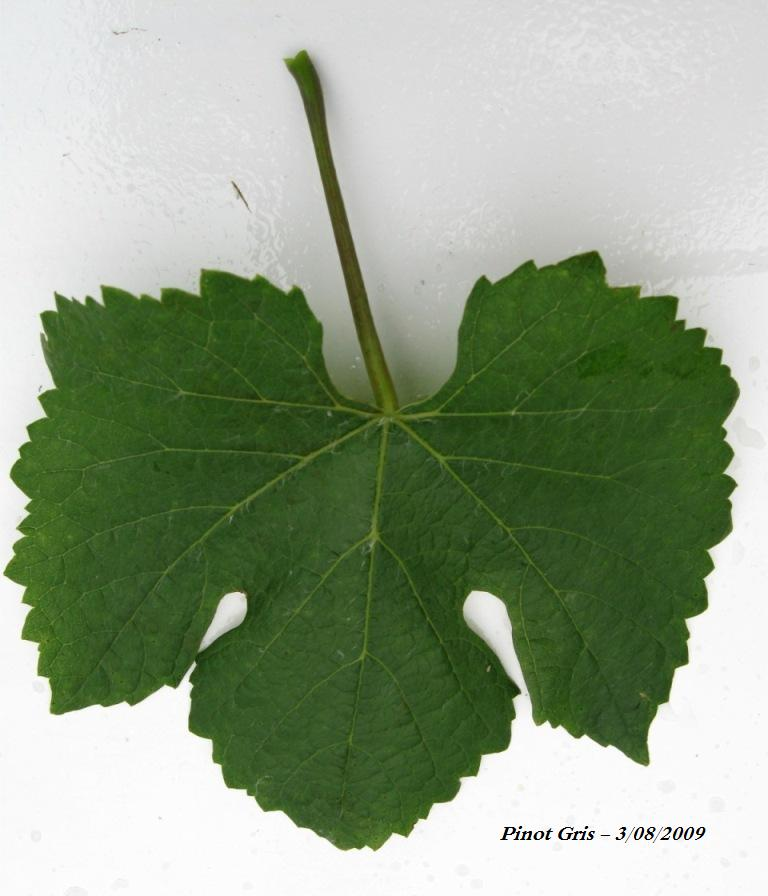
Liść
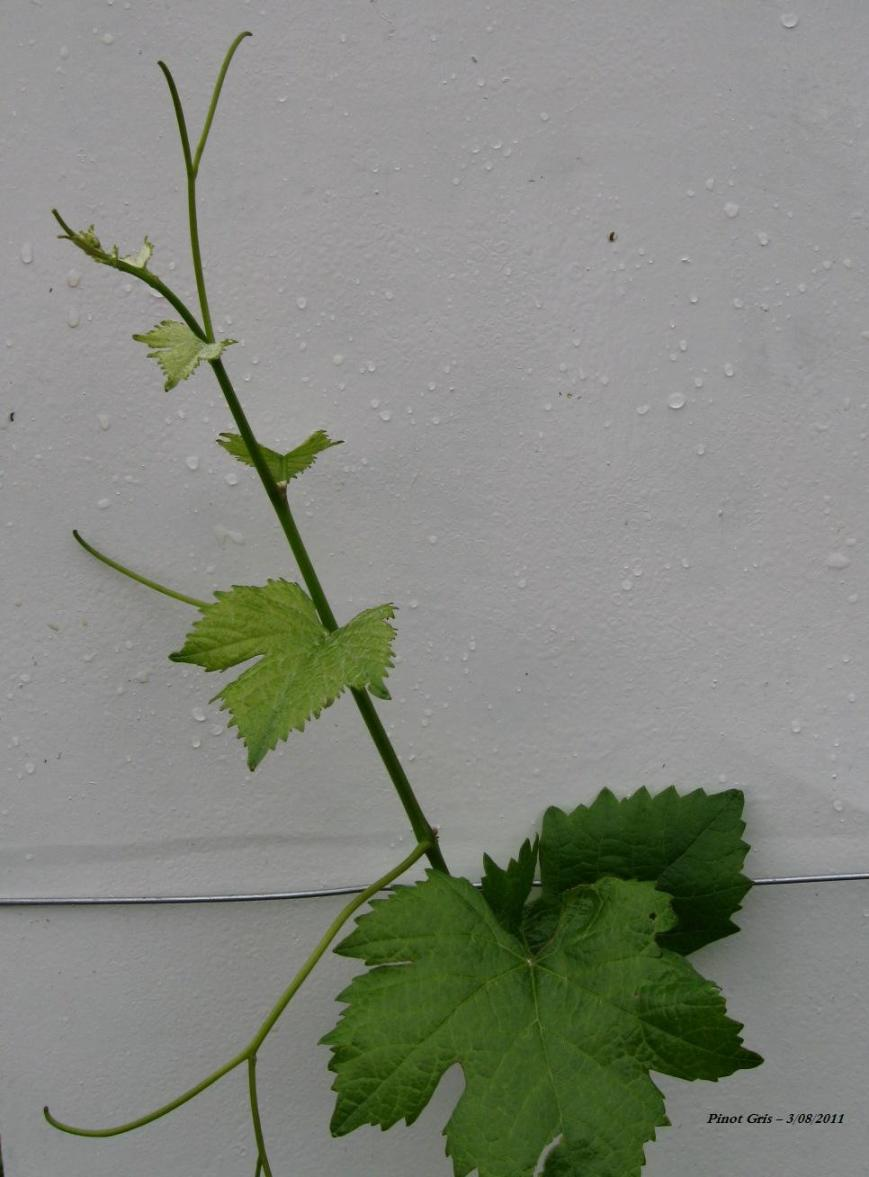
Koronka
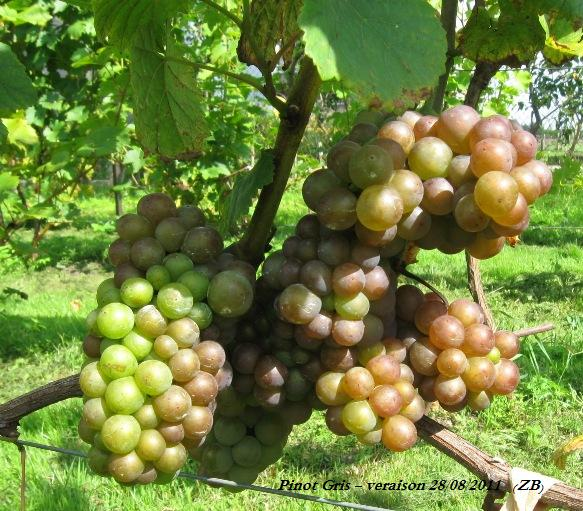
Veraison
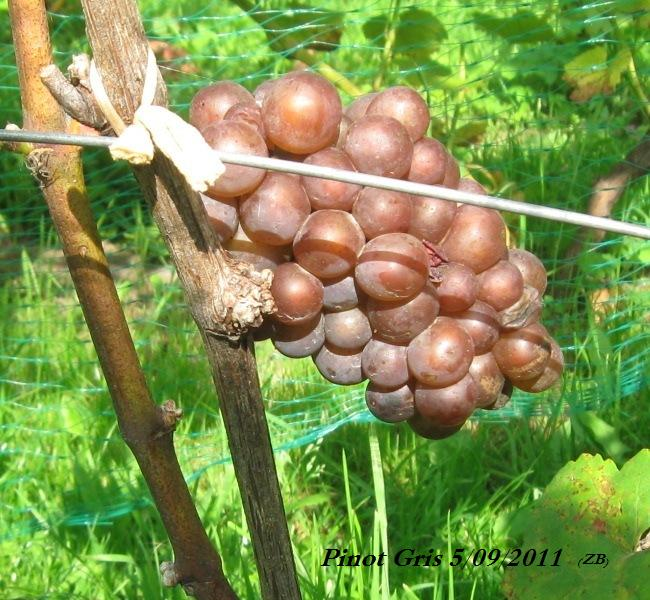
Grono
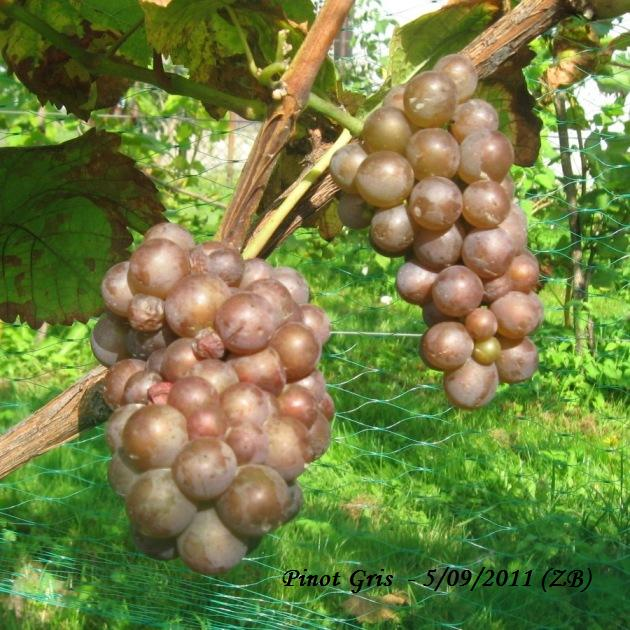
Grona
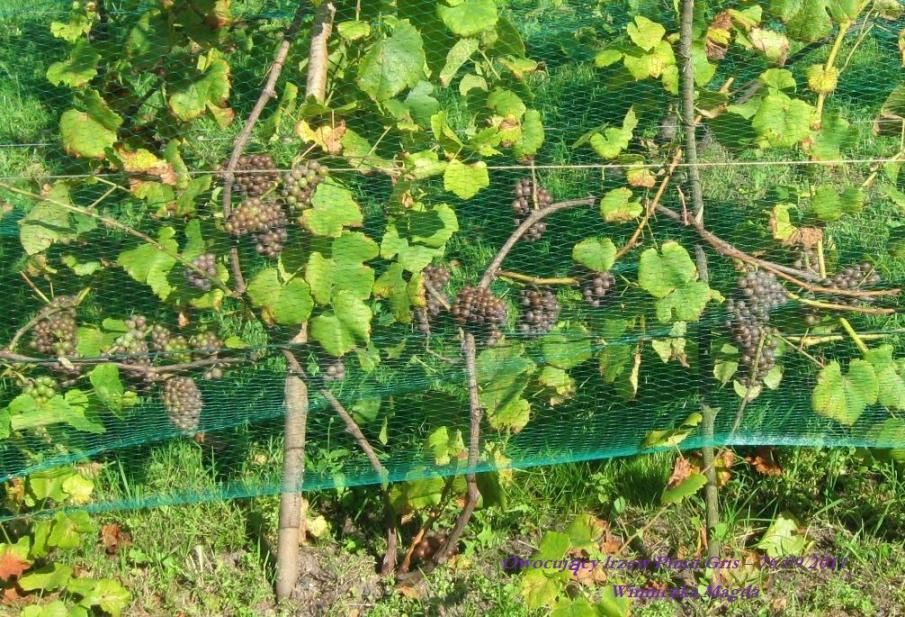
Owocujący krzew